# Daniel Levy (sociologue)
Pour les articles homonymes, voir Daniel Levy et Levy.
Daniel Levy est un sociologue germano-américain et professeur associé de sociologie à la université d'État de New York à Stony Brook. Levy a obtenu un Bachelor of Arts en sociologie et science politique (1986), un master en sociologie (1990) de l'université de Tel Aviv, ainsi qu'un doctorat en sociologie de l'université Columbia en 1999. Il est spécialisé sur les questions de mondialisation, d'étude de la mémoire collective et de sociologie historique comparative. Levy, avec les historiens Paul Gootenberg and Herman Lebovics, est un fondateur et organisateur de l'Initiative pour une Science Sociale Historique, un programme mené par Stony Brook dans le but de promouvoir la "Nouvelle Science Sociale Historique". Il est aussi fondateur de la série de séminaires « Histoire, Réparation et Réconciliation » à l'Université Columbia, avec Elazar Barkan, historien et spécialiste des Droits de l'Homme. Ces séminaires ont pour but de promouvoir « un forum interdisciplinaire sur des questions au croisement de l'histoire, de la mémoire et de la politique contemporaine » portant essentiellement sur les questions de dette et de réparation à la suite de la violation des Droits de l'Homme.

## Travaux

### Livres
- Challenging Ethnic Citizenship: German and Israeli Perspectives on Immigration (ed.) (New York: Berghahn Books, 2002) avec Yfaat Weiss
- Memory and the Holocaust in a Global Age (Philadelphia: Temple University Press, 2006) avec Natan Sznaider
- Old Europe, New Europe, Core Europe: Transatlantic Relations After the Iraq War (ed.) (London: Verso Books, 2005) avec Max Pensky and John Torpey
- Human Rights and Memory (Pennsylvania State University Press, 2010) avec Natan Sznaider.  (ISBN 978-0-271-03738-7).